# Berliner Beauftragte für Datenschutz und Informationsfreiheit
Die Berliner Beauftragte für Datenschutz und Informationsfreiheit (BlnBDI) ist eine unabhängige oberste Landesbehörde des Landes Berlin, welche Kontroll- sowie Beratungsaufgaben im Bereich des Datenschutzes und der Informationsfreiheit wahrnimmt.

## Geschichte
Die Behörde wurde am 1. November 1979 als Berliner Datenschutzbeauftragter geschaffen. Seit dem 15. Oktober 1999 ist die Behörde zusätzlich für das Recht auf Akteneinsicht zuständig und hieß entsprechend Berliner Beauftragter für Datenschutz und für das Recht auf Akteneinsicht. Im Jahr 2001 wurde die Behörde in Berliner Beauftragter für Datenschutz und Informationsfreiheit umbenannt. Vom 29. Januar 2016 bis 2021 war Maja Smoltczyk die erste weibliche Berliner Datenschutzbeauftragte, seitdem wird die Behörde Berliner Beauftragte für Datenschutz und Informationsfreiheit genannt.

## Aufgaben
Die Berliner Beauftragte für Datenschutz und Informationsfreiheit ist die Aufsichtsbehörde für die Einhaltung des Datenschutzes und hat somit den Auftrag, die Einhaltung der datenschutzrechtlichen Vorschriften im Bundesland Berlin zu kontrollieren.
Ihrer Kontrolle und Aufsicht unterliegen sowohl die Behörden und sonstigen öffentlichen Stellen des Landes Berlin als auch die nicht-öffentlichen (privaten) Stellen (z. B. Unternehmen, Vereine) mit Sitz in Berlin. Seit 1999 hat sie darüber hinaus auch die Wahrung des Rechts auf Akteneinsicht und Informationszugang sicherzustellen. Verstöße gegen das Datenschutzrecht können mit Bußgeldern bis zu 20 Mio. Euro oder vier Prozent des weltweiten Jahresumsatzes des Unternehmens belegt werden (entsprechend der Regelungen durch die DSGVO).
Außerdem nimmt die Behörde Informations- und Beratungsaufgaben bei Fragen der Datenschutz- und Informationsfreiheitsrechte wahr. Beispielsweise berät sie Bürger hinsichtlich ihres Rechts auf informationelle Selbstbestimmung.
Die Behörde hat dem Abgeordnetenhaus und dem Regierenden Bürgermeister von Berlin jährlich einen Bericht über ihre Tätigkeit vorzulegen.

## Organisation
Die Berliner Beauftragte für Datenschutz und Informationsfreiheit ist gleichzeitig die Behördenbezeichnung und Amtsbezeichnung der Behördenleitung. Die Beauftragte leitet die Behörde nach innen und vertritt sie nach außen. Sie ist bei der Ausübung ihres Amtes unabhängig und nur dem Gesetz unterworfen.
Die Behörde gliedert sich in vier Abteilungen (Stand: 2025):
- Abteilung I – Recht

- Abteilung II – Recht

- Abteilung III – Recht

- Abteilung IV – Informatik

Die Allgemeine Verwaltung und der Stab (Gremien-, Presse- und Öffentlichkeitsarbeit) sind direkt der Behördenleitung unterstellt.

## Beauftragte
Die bzw. der Berliner Beauftragte für Datenschutz und Informationsfreiheit wird von den Mitgliedern des Berliner Abgeordnetenhauses für eine fünfjährige Amtszeit gewählt und anschließend durch den Abgeordnetenhauspräsidenten ernannt. Eine Wiederwahl ist möglich.
- Hans-Joachim Kerkau (1. November 1979 bis 30. November 1989)
- Hansjürgen Garstka (1. Dezember 1989 bis 1. Juni 2005)
- Alexander Dix (2. Juni 2005 bis 28. Januar 2016)
- Maja Smoltczyk (29. Januar 2016 bis 27. Oktober 2021)
- Meike Kamp (seit 15. November 2022)